# Jean-Baptiste-Pierre Jullien de Courcelles
Pour les articles homonymes, voir Jullien et Courcelles.
Jean-Baptiste-Pierre Jullien de Courcelles, dit le chevalier de Courcelles, né le 14 septembre 1759 à Orléans, mort le 24 juillet 1834 à Saint-Brieuc, est un historiographe français ; magistrat, président de l'administration des hospices, membre correspondant de la société des sciences, arts et belles-lettres, de la ville d'Orléans; administrateur en chef de l'Asile royal de la Providence à Paris, et généalogiste honoraire du roi.

## Famille
Son père Pierre-Nicolas Jullien (1728-1795), conseiller du roi et notaire au Château d'Orléans, et sa mère Marie-Madeleine Gorrant ont cinq enfants. Il a deux frères, Nicolas-Étienne, Denis-Michel, et deux sœurs, Marie-Madeleine et Catherine-Victoire. Il épouse Marie-Madeleine Lormeau (1758-1807) le 31 décembre 1781, avec qui il a deux enfants, Catherine-Madeleine Pauline Jullien (1783-1807) et Augustin-Étienne-Pierre Jullien (1789-). Il prend le nom de Courcelles, en référence aux terres acquises (le Château de Courcelles-le-Roi) dans le Gâtinais à Courcelles-le-Roi, près de Pithiviers. Un second mariage le {9 janvier 1808, Paris, suivant contrat de mariage reçu le 6 janvier 1808 par Maître Guillaume, notaire à Paris}, avec Étiennette-Élisabeth-Jeanne-Athénaïs-Ursule de Picot de la Motte (1785-), fille unique de Bernard-François-Bertrand, marquis de Picot de la Motte (1734-1797), ils ont quatre enfants, Marie-Louise-Geneviève-Athénaïs Jullien de Courcelles (1810-), Marie-Anne-Amélie Jullien de Courcelles (1814-1816), Pierre-Marie-Charles-Victor Jullien de Courcelles (1817-), et Edme-François-Marie-Léon Jullien de Courcelles (1821-).
Cette famille, éteinte de nos jours, n'est pas à confondre avec d'autres du nom Jullien ou Courcelles.

## Biographie
Il fait ses études au collège de Vendôme et occupe, après la Révolution, divers postes dans la Magistrature à Orléans. En 1807, il s'installe à Paris, où il s'intéresse à l'Histoire, et en 1820, il achète le Cabinet de M. de Saint-Allais avec ses éditions, dont l’Art de vérifier les dates, avant et après J.-C., et rassemble de nombreux titres originaux et documents de l'Histoire de la Noblesse. Dès 1821, il poursuit l'ouvrage de Saint-Allais, depuis l'an 1770 jusqu'à nos jours, et après deux tomes cède le travail au Marquis de Fortia d'Urban, qui en publie cinq autres, auxquels il contribue. Ses recherches et travaux lui concède le titre de Généalogiste honoraire du roi, ainsi que celui d’Historiographe de plusieurs Ordres.
Chrétien, il s'occupe d'œuvres de charité, et, est pendant plusieurs années, président de l'Administration des hospices à Orléans. En 1830, il est administrateur en chef, poste bénévole nommé par le roi, de l'Asile royale de la Providence (maison de retraite) à Montmartre, a la survivance, et remplaçant du chevalier de La Vieuville, Mathurin-Jules-Anne Micault (1755-1829), fondateur de l'établissement en 1804 et reconnu établissement royal par le roi en 1817.
Sa santé est altérée par des recherches ardues pour ses travaux, il meurt le 24 juillet 1834 à Saint-Brieuc.

## Publications
- [1820/1823] Dictionnaire historique et biographique des généraux français, depuis le onzième siècle jusqu'en 1820 et 1823 (9 tomes), Paris, libr Arthus Bertrand et libr. Treuttel et Wurtz, sur :

- t. 1 (« A-BEAUJ »)
- t. 2 (« BAUL-BOUQ »)
- t. 3 (« BOURB-CARM »)

- t. 4 (« CARR-CORS »)
- t. 5 (« COSS-EXC »)
- t. 6 (« FAB-JEANN »)
- t. 7 (« JEANN-MONTES »)
- t. 8 (« MONTESQ-RIVA »)
- t. 9 (« RIV-Z »)

- [1820/1822] Dictionnaire universel de la Noblesse de France, Paris, Bureau général de la noblesse de France, sur.

- t. 1 (« A-L »), 1820
- t. 2 (« M-Z »), 1820

- t. 3 (« A-M »), 1821
- t. 4, 1821
- t. 5, 1822

- [1822/1833] Histoire généalogique et héraldique des pairs de France, des grands dignitaires de la couronne, des principales familles nobles du royaume et des maisons princières de l'Europe, précédée de la généalogie de la maison de France (12 tomes), Paris, libr Arthus Bertrand et libr. Treuttel et Wurtz, sur (détail des éditions).
- [1826] État actuel de la pairie de France, ou, Notices historiques et généalogiques, etc. (extrait de l'Histoire généalogique et héraldique des pairs de France…), Paris, libr Arthus Bertrand et libr. Treuttel et Wurtz, 1826, sur.

- vol. 1 (« A-E »)

- vol. 2 (« F-M »)
- vol. 3 (« N-Z »)

- [1826] Généalogie de la famille Jullien, originaire de Bourgogne, Paris, impr. Plassan, 1826, 146 p., sur books.google.fr (lire en ligne).

Cette généalogie a été insérée dans le tome III de l'Histoire généalogique et héraldique des pairs de France : des grands dignitaires de la couronne, des principales familles nobles du royaume  mais de manière incomplète. Il y donne notamment une courte biographie de Jacques de Jullien, lieutenant-général qui s'illustra lors des guerres contre les camisards

## Distinctions
- Chevalier de l’ordre pontifical de l’Éperon d’or, par le pape Pie VII le 20 juin 1820,
- Commandeur de l’ordre royal, hospitalier et militaire du Saint-Sépulcre de Jérusalem,
- Chevalier de l’ordre chapitral de Saint-Hubert de Lorraine et du Barrois[4],
- Officier de l’ordre du Phénix de Hohenlohe,
- Chevalier de l’ordre du mérite civil de la Couronne de Bavière
- Chevalier honoraire de l’ordre chapitral de l’Ancienne noblesse, et
- Chevalier du Lion de Holstein-Limbourg. (ordre de mérite du Lion de Holstein-Limbourg ou ordre du Lion de Limbourg, appelé aussi ordre de Saint-Philippe[5])

## Armoiries
| Figure                          | Blasonnement |
| Armes des Jullien de Courcelles | Les armes des Jullien de Courcelles, en Bourgogne, en Gâtinais et en Beauce, se blasonnent ainsi : D'azur, au lion d'or, armé et lampassé de gueules. Supports : deux lions regardants au naturel. |